# Arquitectura del paisaje

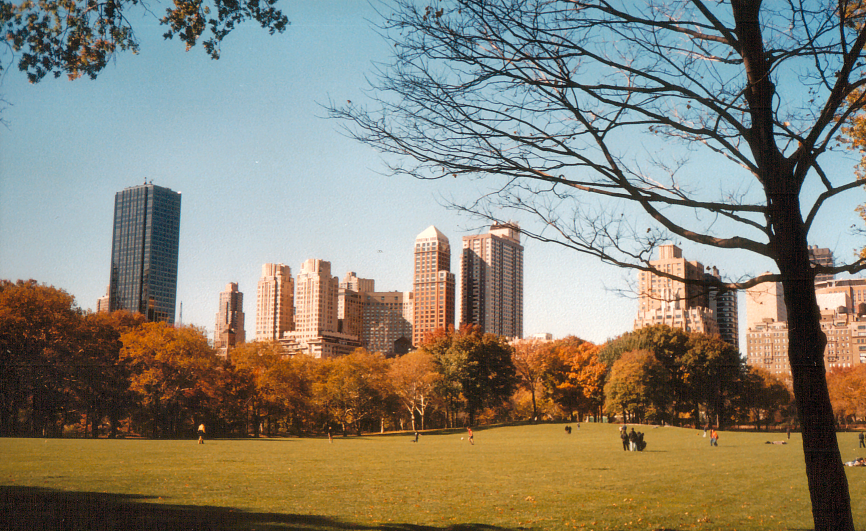
Como la mayoría de los parques urbanos, Central Park en Nueva York es un ejemplo de arquitectura de paisaje.

La arquitectura de paisaje o paisajismo es el arte de proyectar, planificar, diseñar, gestionar, conservar y rehabilitar los espacios abiertos, el espacio público y el suelo. El ámbito de la profesión incluye el dibujo arquitectónico, la restauración medioambiental, la planificación del lugar o región, el urbanismo, el diseño urbano, el desarrollo residencial, la planificación de parques y espacios de recreo y la conservación histórica. 
A un experto de la arquitectura de paisaje o paisajismo se le denomina como arquitecto paisajista o simplemente paisajista, según los países. 

## Historia

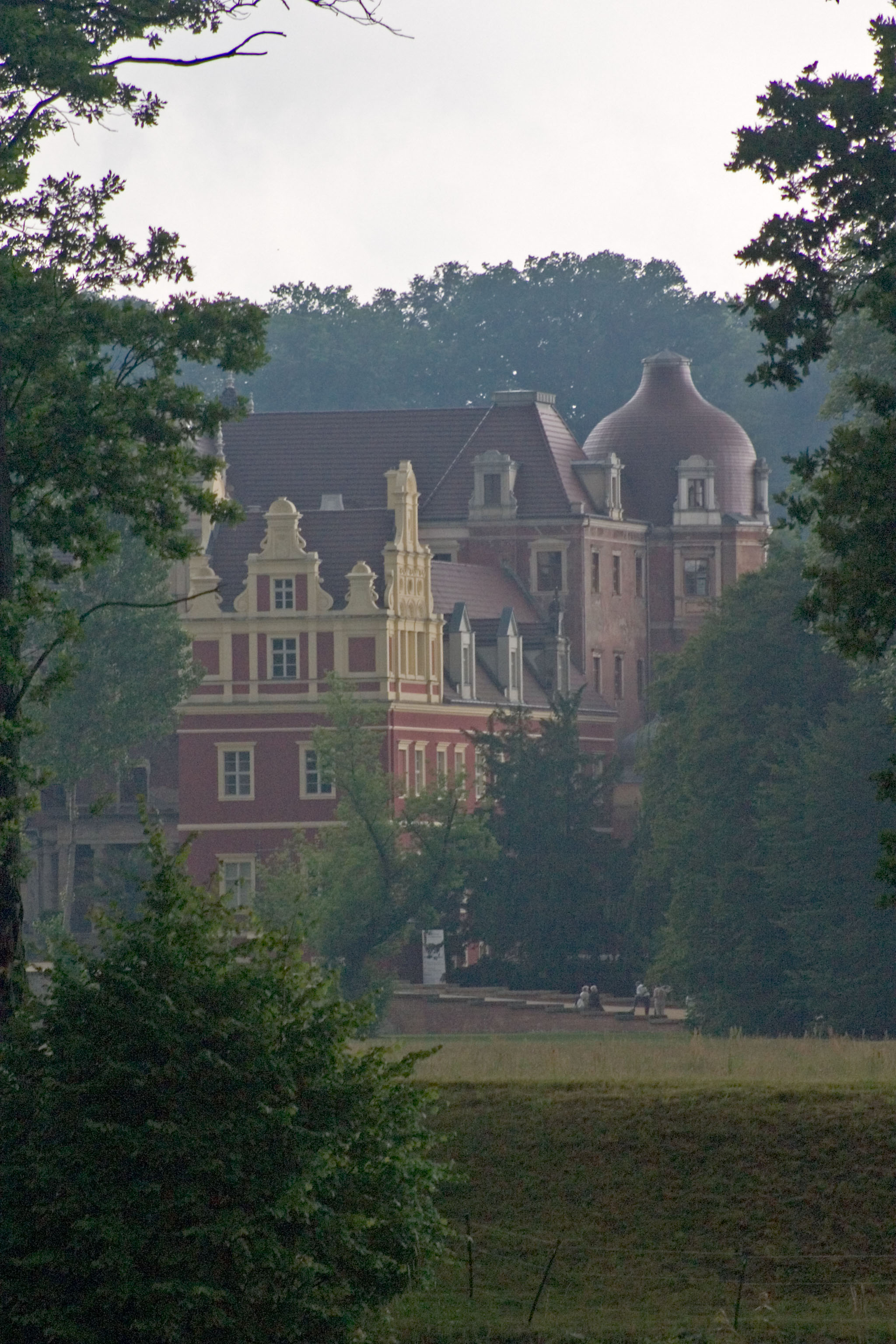
El Muskauer Park ubicado al sur de la frontera germano-polaca está inscrito en la lista del Patrimonio mundial de la UNESCO por su importancia en el desarrollo de la arquitectura del paisaje como disciplina.

La historia de la arquitectura de paisaje está vinculada a la de la jardinería, pero sin confundirse con ella. Las dos disciplinas se ocupan de la composición de plantaciones y adaptaciones exteriores, pero: 
- La jardinería más bien se interesa por los espacios públicos y privados vallados o cercados, como parques y jardines.

- La arquitectura paisajista se interesa por los espacios abiertos cercados con vallas y también por los espacios abiertos sin ninguna cerca o muro, como plazas, redes de parques, cinturones verdes y parajes silvestres.

Los romanos planificaban el paisajismo a gran escala. Vitruvio escribió sobre varios temas, como por ejemplo, la planificación de las ciudades, que aún hoy interesan a los arquitectos paisajistas. Igual que con otras artes, fue con la llegada del Renacimiento cuando el diseño de jardines se reavivó con realizaciones excepcionales, como el desaparecido antiguo Paseo del Prado de Madrid transformado con motivo de la reforma para convertirlo en el Salón del Prado, que fue realizado durante el reinado de Carlos III, o la todavía conservada  Alameda de Hércules de Sevilla, construida en 1574, el más antiguo jardín público de Europa que ha llegado a nuestros días. Durante los siglos XIV, XV y XVI proliferaron los jardines privados en las villas de la Toscana, tal como refiere Juan Bocaccio (1313-1375) en su obra El Decamerón, serie de cuentos de un grupo de jóvenes refugiados en una villa cercana a Florencia donde se reúnen para huir del flagelo de la peste negra. De aquellos modelos de villas privadas sobresale un extraordinario ejemplo que es el de Villa de Este, en Tívoli. El jardín continuó desarrollándose a lo largo del Renacimiento hasta el siglo XVI y, ya en el XVII, durante el Barroco, alcanzó su apogeo con la obra de André Le Nôtre en los palacios de Vaux-le-Vicomte y Versalles.
La Inglaterra del siglo XVIII se convirtió en el hogar de un nuevo estilo de diseño de paisaje. Especialistas como William Kent, Humphry Repton y sobre todo Capability Brown reorganizaron los grandes ámbitos de la burguesía inglesa, dándoles el aspecto de una versión idealizada de la naturaleza. Muchos de estos parques existen aún hoy. El escocés Gilbert Laing Meason utilizó por primera vez en 1828 el término “arquitectura de paisaje” en su obra The Landscape Architecture of the Great Painters of Italy, fue entonces cuando se acuñó este nombre que en el urbanismo del siglo XIX retomó importancia. La combinación de la planificación moderna y la tradición de la jardinería paisajista le dio a la arquitectura del paisaje su orientación particular. En la segunda mitad del siglo XX, Frederick Law Olmsted creó una serie de parques que siguen teniendo una profunda influencia sobre la práctica actual de la arquitectura del paisaje. Se pueden citar el Central Park de Nueva York, el Prospect Park de Brooklyn, el Parc du Mont-Royal de Montreal y la red de parques Emerald Necklace de Boston.
La arquitectura de paisaje siguió su desarrollo como disciplina del diseño durante el siglo XX, y se aprovechó de varios movimientos del diseño y la arquitectura. En la actualidad, el espíritu de innovación ofrece aún asombrosos resultados en el diseño de las vías públicas, parques y jardines. La obra de Martha Schwartz en los Estados Unidos y las planificaciones de Schouwburgplein en Róterdam por el grupo neerlandés West 8 son claros ejemplos.
Ian McHarg tuvo una influencia importante sobre la arquitectura del paisaje moderno y sobre la adaptación del suelo en particular. En su libro Design with Nature (1969) popularizó un sistema de análisis de las distintas capas de un lugar con el fin de llegar a una comprensión total de los atributos cualitativos de un lugar. Este sistema se convirtió en la base de los sistemas de información geográficos (SIG) actuales. McHarg asignaba una capa a cada aspecto cualitativo de un lugar, como la historia, la hidrología, la topografía, la vegetación, etc actualmente se utilizan universalmente los programas informáticos de SIG en arquitectura del paisaje para el análisis de los materiales sobre y en el suelo, de la misma forma que son utilizados por los urbanistas, los geógrafos, los profesionales de silvicultura y de recursos naturales, etc.
Antes de 1800, la historia de la arquitectura paisajista fue sobre todo la de la planificación. La primera persona que debe hablarse de hacer un paisaje fue Joseph Addison en 1712. El término jardinero de paisaje fue inventado por William Shenstone en 1754 pero el primer diseñador profesional en emplearlo fue Humphry Repton en 1794. El término arquitectura de paisaje fue inventado por Gilbert Laing Meason en 1828 y se utilizó por primera vez como título profesional por Frederick Law Olmsted en 1863. Capability Brown, que permanece como uno de los jardineros de paisaje más reconocidos actualmente, se calificaba así mismo de creador de lugares. Durante el siglo XIX, el término jardinero de paisaje vino a aplicarse a gente que construía (y dibujaban a veces) los paisajes, y el término arquitecto paisajista se quedó reservado a la gente que dibujaba (y construían a veces) los paisajes. Este uso del término arquitecto de paisaje se reconoció después de la fundación de American Society of Landscape Architects en 1899 y de la International Federation of Landscape Architects (IFLA) en 1948.

## Definición de arquitectura paisajística
La arquitectura paisajista moderna es un campo multidisciplinar que incorpora aspectos del diseño urbano, la arquitectura, la geografía, la ecología, la ingeniería civil, la ingeniería estructural, la horticultura, la psicología ambiental, el diseño industrial, las ciencias del suelo, la botánica y las bellas artes. Las actividades de un arquitecto paisajista pueden abarcar desde la creación de parques públicos y vías verdes hasta la planificación del emplazamiento de campus y parques de oficinas corporativas; desde el diseño de urbanizaciones residenciales hasta el diseño de infraestructuras civiles; y desde la gestión de grandes espacios naturales hasta la recuperación de paisajes degradados como minas o vertederos. Los arquitectos paisajistas trabajan en estructuras y espacios exteriores en el aspecto paisajístico del diseño, ya sean grandes o pequeños, urbanos, suburbanos y rurales, y con materiales "duros" (construidos) y "blandos" (plantados), al tiempo que integran la sostenibilidad ecológica.
La contribución más valiosa puede hacerse en la primera fase de un proyecto para generar ideas con comprensión técnica y talento creativo para el diseño, la organización y el uso de los espacios. El arquitecto paisajista puede concebir el concepto general y preparar el plan maestro, a partir del cual se elaboran los planos de diseño detallados y las especificaciones técnicas. También puede revisar propuestas para autorizar y supervisar contratos para las obras de construcción. Otras de sus competencias son preparar evaluaciones de impacto del diseño, realizar evaluaciones y auditorías medioambientales y actuar como perito en consultas sobre cuestiones de uso del suelo. Lo más probable es que pasen la mayor parte de su tiempo dentro de un edificio de oficinas diseñando y preparando modelos para los clientes.[cita requerida]

## Tareas
La arquitectura de paisaje o paisajismo es un ámbito multidisciplinar que incluye: artes, ciencias, matemáticas, tecnología, ingeniería, geografía, horticultura, ciencias sociales, política, historia, filosofía y de vez en cuando zoología. Las actividades de un arquitecto paisajista o paisajista van desde el diseño de los espacios abiertos y públicos de las ciudades - plazas, boulevares, la creación de parques públicos y vías paisajistas - hasta la planificación del lugar para edificios de oficinas corporativos, del diseño de barrios residenciales al diseño de infraestructuras civiles y la gestión de extensas áreas naturales a la rehabilitación de lugares degradados como las minas y los lugares de enterramiento de desechos. Los arquitectos paisajistas o paisajistas trabajan sobre todos los tipos de estructuras y pequeños espacios exteriores, grandes urbanos o rurales, con materiales duros o de la vegetación, en relación con la hidrología y la ecología.
El alcance de las tareas profesionales a las cuales colaboran los arquitectos paisajistas o paisajistas es muy extenso. Incluyen: 
- La planificación, de la forma, escala y planes de lugar de nueva evolución
- El diseño civil y las infraestructuras públicas
- La gestión de las aguas de superficie que incluyen los jardines de lluvias, los tejados vegetales o techos verdes y las cuencas de retención de las aguas pluviales.
- El diseño de lugares y campus para las instituciones
- Los parques, jardines botánicos, arboretums, sendas de gran excursión, y reservas naturales
- Las infraestructuras recreativas como los terrenos de golf, los parques de atracciones y los terrenos de deporte
- Las zonas de vivienda, los parques industriales y los desarrollos comerciales
- Las autopistas, estructuras de transporte, los puentes y los pasillos de carreteras
- El diseño urbano, las plazas, las orillas, las vías peatonales y los aparcamientos de superficie
- Los planes de los proyectos de renovación urbana de distinta amplitud
- Los paisajes forestales, turísticos e históricos y los estudios de evaluación y conservación de jardines históricos
- Los tanques, las represas, las centrales eléctricos, los proyectos industriales importantes, en particular, en la industria primaria
- Los estudios de impacto medioambiental y en los paisajes, los consejos en planificación y en gestión de los suelos
- Los desarrollos costeros y en el mar

La contribución más importante a menudo se hace en las primeras fases de un proyecto por la contribución de ideas, perspectivas y creatividad en la organización del espacio. El arquitecto paisajista o paisajista contribuye al concepto global y prepara un plan inicial a partir del cual podrán hacerse planes detallados. El especialista puede también supervisar los contratos durante la construcción, preparar evaluaciones, hacer los estudios de impacto o auditorías medioambientales y actuar como testigo experto en investigaciones sobre el uso del suelo.

## Las especialidades
Los arquitectos paisajistas o simplemente paisajistas y los técnicos o ingenieros de paisaje son empleados por las empresas de construcción y de paisajismo o son algunos profesionales independientes. Los paisajistas al igual que los diseñadores de jardines, hacen el diseño de todos los tipos de plantaciones y espacios verdes, y no se registran. Muchos ingenieros en paisaje trabajan para los Gobiernos locales o centrales mientras que otros trabajan para empresas de arquitectos paisajistas. 
Los gestores de paisaje utilizan sus conocimientos de las plantas y del medio ambiente natural para aconsejar sobre el mantenimiento a largo plazo y el desarrollo de los paisajes. Trabajan en horticultura, gestión de ámbitos, silvicultura, conservación de la naturaleza y agricultura
Los científicos de paisaje tienen conocimientos especializados en pedología, hidrología, geomorfología o botánica que aplican a los problemas prácticos de los trabajos sobre el paisaje. Sus trabajos van desde la vigilancia del lugar a la evaluación ecológica de extensas superficies con fines de planificación o gestión. Pueden también informar sobre el desarrollo o la importancia de especies particulares en un medio dado
Los planificadores de paisaje se ocupan de la planificación de paisajes en cuanto a los aspectos circunstanciales, escénicos, ecológicos y recreativos de usos urbanos, rurales y costeros. Sus trabajos se materializan por informes escritos de políticas y estrategias, y su producción incluye planes directores nueva evolución, las evaluaciones de paisajes y la preparación de planes de política y gestión rural. Algunos de estos especialistas pueden empujar hacia la arqueología o el derecho de los paisajes. 
Los diseñadores de jardines se ocupan de dibujar jardines y espacios exteriores pequeño y hacen también la conservación de jardines históricos. 
Los diseñadores de tejado vegetal dibujan tejados vegetales extensivos para la gestión de las aguas de superficie, la arquitectura ecológica, estética de los edificios, y la creación de hábitats fáunicos.

## La profesión
En muchos países, una organización profesional encuadra la profesión, protege sus intereses, y regula a veces la práctica. La norma y la fuerza de las normas de práctica varían de un país al otro.

### Estados Unidos
En los Estados Unidos, la arquitectura de paisaje está regulada por los Estados, uno sólo, Vermont es el que no tiene ninguna reglamentación. El arquitecto paisajista que quiere ser miembro de un instituto profesional debe tener una formación sólida o la experiencia combinada con una formación continua. Hay generalmente un examen de entrada sobre la práctica profesional y una entrevista con un miembro mayor de la profesión. Los permisos se supervisan en el Estado y a nivel nacional por los Council of Landscape Architectural Registation Boards (CLARB).

### Canadá
En Canadá, algunas organizaciones provinciales regulan la arquitectura del paisaje bajo el gobierno de la Asociación de los Arquitectos Paisajistas del Canadá (The Canadian Society of Landscape Architects). Se convierte en miembro de ésta por medio de las organizaciones provinciales. En algunas provincias incluidos Quebec, Ontario y Columbia Británica, la membresía del AAPC se someten a la superación de una serie de exámenes.

### México
Los arquitectos paisajistas de México, tienen el título de Arquitecto Paisajista por parte de la Universidad Nacional Autónoma de México UNAM. Existe una Sociedad de Arquitectos paisajistas de México SAPM. En el país no hay exigencia mínima en la ley para ejercer la profesión.

### Chile
Actualmente en Chile es posible estudiar Arquitectura del Paisaje en la Universidad Central de Chile, obteniendo el título de Arquitecto o Arquitecta del Paisaje. Los diversos profesionales que ejercen la disciplina se encuentran organizados al interior del Instituto Chileno de Arquitectos del Paisaje ICHAP y del Comité de Paisaje del Colegio de Arquitectos de Chile. En Chile si bien no existen exigencias ni regulaciones oficiales para ejercer la profesión.

### Argentina
Siendo uno de los países precursores en el paisajismo urbano, desde la llegada en 1889 del arquitecto urbanista y paisajista francés Carlos Thays, quien recreó los parques y plazas argentinas con su toque parisino, se ha consolidado desde ese entonces un programa de capacitación denominado "Carrera de Planificación y Diseño del Paisaje", en la actualidad lo lidera la UBA Universidad de Buenos Aires ofreciendo el título de Licenciado en Planificación y Diseño del Paisaje. La profesión está regulada por el Ministerio de Urbanismo y Arquitectura de la Nación Argentina.

### Australia
En Australia, es el Australian Institute of Landscape Architects (AILA) quién regula la profesión. Los arquitectos paisajistas autorizados por el instituto tienen el título de Registered Landscape Architect. 
Las exigencias varían en los ocho Estados y territorios, y no hay exigencia mínima en la ley.

### Organizaciones internacionales
- IFLA International Federation of Landscape Architects
- CELA Council of Educators in Landscape Architecture
- IDAD Institute of Destination Architects and Designers

- Datos: Q47844
- Multimedia: Landscape architecture / Q47844